# René Trabelsi
Pour les articles homonymes, voir Trabelsi.
René Trabelsi, né le 14 décembre 1962 à Djerba, est un homme d'affaires et homme politique tunisien, disposant également de la nationalité française.
De novembre 2018 à février 2020, il est ministre du Tourisme et de l'Artisanat dans le gouvernement de Youssef Chahed.

## Biographie

### Études et carrière professionnelle
Il effectue son cursus secondaire à Djerba puis part en France poursuivre ses études en gestion, en 1985, à une période où les Juifs étaient particulièrement menacés : l'un de ses neveux âgé de 5 ans trouve la mort dans une fusillade antisémite à Djerba. Disposant de la double nationalité française et tunisienne, il gère d'abord des franchises de supermarchés Franprix en Île-de-France avant de se lancer dans l'activité touristique. Dans les années 1990, il y fonde le voyagiste Royal First Travel qui se spécialise sur la Tunisie,. Il est également membre de la commission d'organisation du pèlerinage de la Ghriba, gère durant dix ans un hôtel quatre étoiles à Djerba et s'implique dans la Fédération tunisienne de l'hôtellerie.

### Carrière politique
En 2011, il fait un passage par le Parti de l'avenir.
Le 5 novembre 2018, lors d'un remaniement ministériel, le chef du gouvernement tunisien, Youssef Chahed, le désigne pour prendre la tête du ministère du Tourisme en remplacement de Selma Elloumi. La nomination d'un ministre de confession juive est une première en Tunisie depuis 1957 et celles d'Albert Bessis et André Barouch. Le pays est fin 2018 le seul pays arabe à compter un ministre juif.
Sa nomination crée une polémique et des manifestations de protestations ont lieu dans les jours suivant cette dernière. Des centaines de manifestants dénoncent les supposées « positions pro-sionistes » de René Trabelsi,. L'Association tunisienne de soutien des minorités dénonce une campagne de diffamation contre le nouveau ministre.
Sa nomination est toutefois saluée par les acteurs et spécialistes tunisiens du tourisme, qui apprécient l'arrivée au ministère d'un professionnel du secteur. Le 12 novembre, les députés accordent leur confiance à l'ensemble des ministres proposés, y compris Trabelsi qui obtient 127 voix contre 25 et une abstention.
En janvier 2019, une autre polémique le touche, des rumeurs l'accusant d'avoir donné une interview télévisée à i24News, une chaîne israélienne, durant laquelle il traite de la situation palestinienne et de la possibilité d'une normalisation avec Israël. Il dément cette information signalant que l'interview, réalisée à la demande de l'ambassadeur de Palestine à Tunis, a été réalisée par une équipe tunisienne pour SCOPAL, une plateforme d'information britannique.
À partir de septembre 2019, il siège au bureau exécutif de l'Organisation mondiale du tourisme au nom de la Tunisie.
Le 8 novembre 2019, il est désigné ministre du Transport par intérim.
Le 2 janvier 2020, il est maintenu au poste de ministre du Tourisme dans le gouvernement proposé par Habib Jemli ; il est alors le seul ministre à conserver son poste,. Le 10 janvier 2020, celui-ci échoue à obtenir la confiance de l'Assemblée des représentants du peuple.

### Vie privée
René Trabelsi est le fils de Perez Trabelsi, président du comité juif de la Ghriba et dirigeant de la communauté juive de Djerba.
Père de trois enfants, il vit entre Paris, Djerba et Tunis.
Durant la pandémie de coronavirus, il est testé positif et hospitalisé de ce fait à Paris. Le 27 mai 2020, il quitte l'hôpital après sa guérison.  